# Peter Chambers
Peter Chambers, född troligen 1610, död 1678, var en svensk grosshandlare.
Peter Chambers omtalas 1646 i Stockholmskämnärsrätts protokoll som Jakob Macklers tjänare. Han avlade borgared som grosshandlare inför rådhusrätten 1650 men omtalas i protokollen 1652 som "icke bofast" i Stockholm. 1652-53 var han mantalsskriven i Stockholms inre kvarter. Han flyttade 1656 till Köpenhamn där han fungerade som kommissarie och politisk agent fram till 1674. 1658-1660 var han verksam i Helsingör.
Från affärshandlingar kan man dock få fram mer information om hans tidigare förehavanden. Redan före 1645 hade han inträtt i affärsförbindelse med Jakob Momma, från 1649 och framåt finns brevväxling mellan de båda bevarad. Han hade även redan på 1640-talet inlett affärsförbindelser med Jacques de Witte, Wellam Leuhusen och Jakob Mackler. Under sin tid i Köpenhamn fungerade han även som ombud för andra svenska som Pontus Fredrik De la Gardie och Adolf Johan av Pfalz-Zweibrücken. Samtidigt fungerade han som spion och kunskapare för svenska kronan och förmedlade även utlänningars anställning i svensk tjänst. Chambers brevväxlade främst med Per Brahe och Gustaf Horn, senare även med Schering Rosenhane. Hans brev upplästes även i svenska rådet. 1657 träffade han under ett hemligt möte Karl X Gustav i Stettin. Under tiden i Helsingör 1658-1660 anförtroddes Chambers även enklare diplomatiska uppdrag som vid Schering Rosenhane och Sten Nilsson Bielkes förhandlingar med engelsmannen Philip Meadowe under våren 1659. Även efter freden 1660 fortsatte hans arbete, bland annat skickade han 1661 i ett brev en skiss över befästningsarbetena vid kastellet i Köpenhamn.
1675 återvände Chambers till Sverige och återupptog sina avbrutna affärsförbindelser med Jakob Momma. Han fortsatte även att uppvakta vissa ur högadeln med brevväxling, bland andra Johan Göransson Gyllenstierna, Erik Lindschöld och Per Brahe. Särskilt med Magnus Gabriel De la Gardie fortsatte Chambers att brevväxla och förmedla nyheter från Stockholm då denne befann sig på sina gods. Det sista bevarade brevet från Chambers är daterat 8 augusti 1678. 23 januari 1680 gav Stockholms rådhusrätt hans svärson rätt att behålla den då avlidne Chambert tomt vid Fatburssjön på Södermalm.